# 中东危机 (2023年至今)
第二次世界大战后，中东地区兵连祸结，局势错综复杂。在多年的战争与和平、动荡与稳定之间，中东危机依旧不绝如缕。进入2023年，发生了哈玛斯袭击以色列事件，袭击造成以色列约1200人死亡，250人成为人质。以色列随即对加沙地带宣战，并在轰炸后入侵加沙。据悉，这场战争已造成超过5.7万名巴勒斯坦人死亡。
加沙戰爭爆發後，數個伊朗支持的抵抗軸心武裝加入戰事，阻止以色列在加沙的行動。黎巴嫩的真主黨向以色列發射火箭炮，引發雙方衝突，2024年10月以色列入侵黎巴嫩南部，隨後在11月達成停戰協定。在也門的胡塞运动襲擊了紅海的船隻，導致英美空襲也門。美國在中東的軍事基地也在衝突期間被武裝力量襲擊。
中東危機期間，伊朗和以色列多次發生正面衝突，並在2025年6月演變為伊朗—以色列戰爭。2024年11月，敘利亞反對發動大規模攻勢，推翻了阿薩德政權，成立過渡政府，以色列宣布部隊脫離接觸協議無效，入侵敘利亞西南部。
中東危機引發了廣泛的外交和政治影響，以色列和阿拉伯國家關係正常化的過程中斷。加沙戰爭引發了嚴重的人道主義危機，以色列更被指在加沙實行種族滅絕，被南非起訴，目前案件正在国际法院審理。而国际刑事法院則以涉嫌犯下戰爭罪為由，向以色列總理本雅明·内塔尼亚胡等人發出逮捕令。